# Porotrichodendron substolonaceum
Porotrichodendron substolonaceum là một loài Rêu trong họ Lembophyllaceae. Loài này được (Besch.) Broth. miêu tả khoa học đầu tiên năm 1925.